# Столк, Рой
Рой Столк (англ. Roy Stolk, род. 11 января 1979 года) — голландский профессиональный игрок в снукер. В сезоне 2006/2007 состоял в мэйн-туре, но не показал значительных результатов и в итоге занял последнее, 96 место. Столк имел шансы вернуться в мэйн-тур в сезоне 2009/10 и 2010/11 годов, но в первом случае, в матче за право стать участником тура уступил Тони Драго со счётом 4:5, а во втором проиграл Люке Бреселю 4:7.